# Wełyka Bakta
Wełyka Bakta (ukr. Велика Бакта) – wieś na Ukrainie, w obwodzie zakarpackim, w rejonie berehowskim, w hromadzie Berehowo. W 2001 liczyła 1047 mieszkańców.